# Gustavo Adolfo de Mecklemburgo-Güstrow
Gustavo Adolfo, duque de Mecklemburgo-Güstrow (26 de febrero de 1633-6 de octubre de 1695) fue el último gobernante de Mecklemburgo-Güstrow desde 1636 hasta su muerte y último administrador luterano del principado-obispado de Ratzeburg desde 1636 hasta 1648.

## Biografía

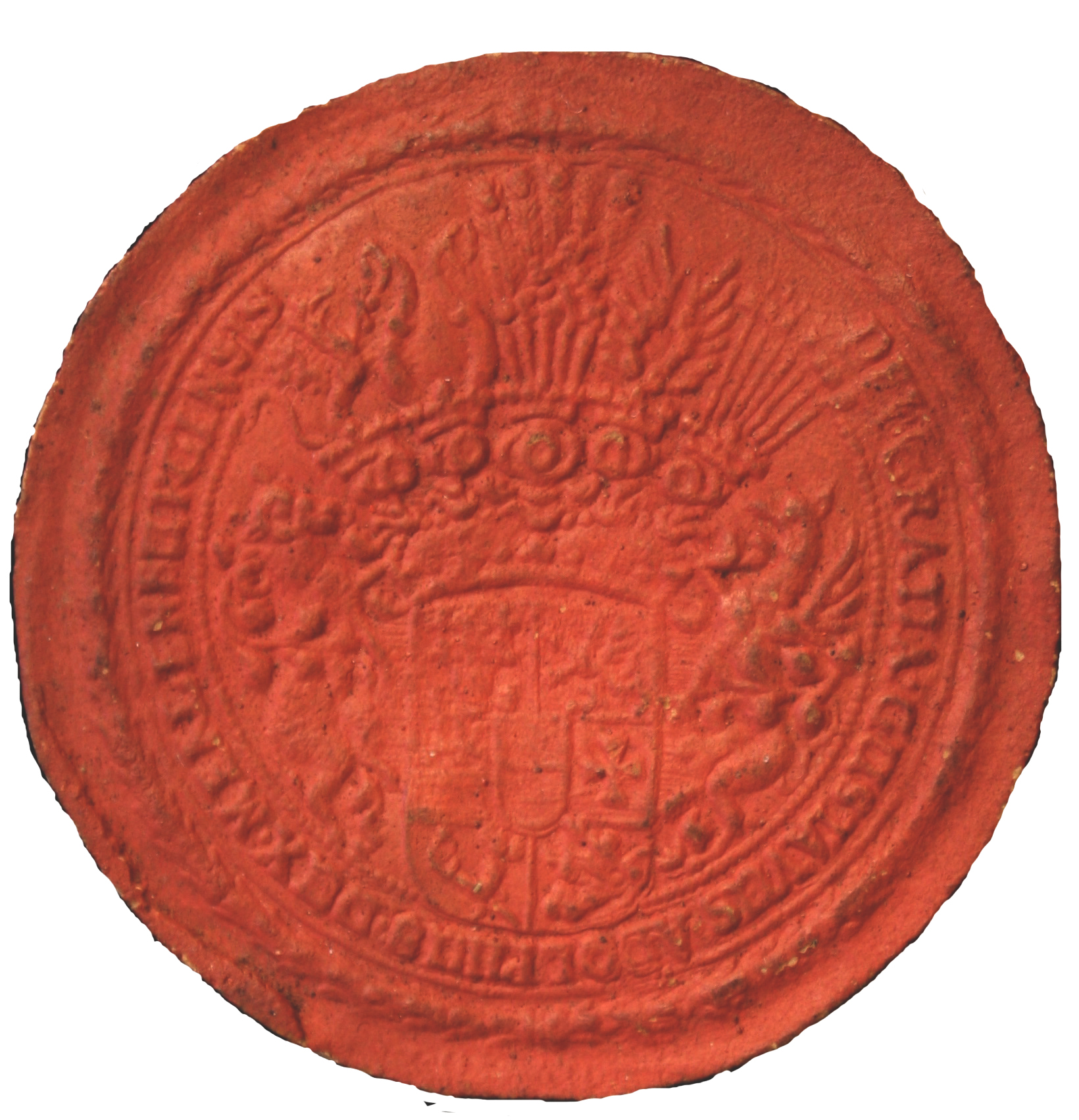
Gustavo Adolfo, duque de Mecklemburgo-Güstrow año 1672

Gustavo Adolfo nació en la residencia ducal en Güstrow, el hijo del duque Juan Alberto II y su tercera esposa Leonor María (1600-1657), hija del príncipe Cristián I de Anhalt-Bernburg.
Era apenas un niño a la muerte de su padre en 1636. Su tío el duque Adolfo Federico I de Mecklemburgo-Schwerin al principio fue regente en Güstrow, y se opuso ferozmente a él la madre de Gustavo Adolfo.
Cuando su padre murió en 1636, reclamó a su tío Adolf Federico I, la tutela y el ducado. Luego estalló entre su madre y su hermano en una amarga disputa sobre la regencia de la tutela.
Gustav Adolf también fue administrador de la Diócesis de Ratzeburg desde 1636 hasta 1648 .
El 2 de mayo de 1654, el emperador declaró que Gustav Adolf era mayor de edad y se hizo cargo hasta su muerte en 1695, la regencia en el ducado (parcial) de Güstrow . Con él salió la línea Güstrow de la dinastía Mecklenburg.
Después del final de la Guerra de los Treinta Años, Gustav Adolf 1661 realizó un censo. En 1662 emitió un decreto sobre la extinción de los lobos para reducir la Guerra de los Treinta Añosfuerte aumento de las existencias. En 1671 emite un reglamento sobre una reforma escolar integral. En los quince condados, los superintendentes reciben prespositivos responsables de mejorar el sistema escolar. Tienen la tarea de establecer escuelas, fusionar pueblos para una escuela, contratar maestros adecuados y determinar la cantidad de cuotas escolares que todos pueden pagar y cuántas subvenciones se necesitan. Los maestros de escuela reciben instrucciones metodológicas y tablas escolares sobre el número de alumnos, asistencia escolar y rendimiento. En 1684 ordenó la asistencia obligatoria a la escuela a partir de los seis años.
1676 emitió a Gustav Adolf una orden de incendio. Cada habitante tiene instrucciones de tener cuidado con la luz y el fuego abierto. La elaboración de cerveza en las casas está prohibida.
En 1682, Gustav ordenó a Adolf que entregara todos los libros de magia para quemarlos. En lugar de charlatanería, se ofrecen medicamentos gratuitos para humanos y ganado. Al establecer un tribunal especial de brujas, los juicios de brujas se deben gestionar para excluir las confesiones y denuncias extorsionadas de los tribunales locales bajo tortura. En el mismo año prohibió de Mecklenburg los pasajes populares del Niño Jesús . Esto fue acompañado en parte por Knecht Ruprecht , atado con una cadena, una bolsa en la espalda y una varilla en la mano. [1]

## Matrimonio
En 1654 alcanzó la mayoría de edad y se casó con Magdalena Sibila, una hija del duque Federico III de Holstein-Gottorp. Su matrimonio produjo once hijos:
- Juan, príncipe heredero de Mecklemburgo-Güstrow (2 de diciembre de 1655 - 6 de febrero de 1660).
- Leonor (1 de junio de 1657 - 24 de febrero de 1672).
- María (19 de junio de 1659 - 6 de enero de 1701), se casó el 23 de septiembre de 1684 con el duque Adolfo Federico II de Mecklemburgo-Strelitz.
- Magdalena (5 de julio de 1660 - 19 de febrero de 1702).
- Sofía (21 de junio de 1662 - 1 de junio de 1738), se casó el 6 de diciembre de 1700 con el duque Cristián Ulrico I de Wurtemberg-Oels.
- Cristina (14 de agosto de 1663 - 3 de agosto de 1749), se casó el 4 de mayo de 1683 con Luis Cristián de Stolberg-Gedern.
- Carlos, príncipe heredero de Mecklemburgo-Güstrow (18 de noviembre de 1664 - 15 de marzo de 1688), se casó el 10 de agosto de 1687 con María Amalia de Brandeburgo, una hija del elector Federico Guillermo.
- Eduvigis (12 de enero de 1666 - 9 de agosto de 1735), se casó el 1 de diciembre de 1686 con el duque Augusto de Sajonia-Merseburg-Zörbig.
- Luisa (28 de agosto de 1667 - 15 de marzo de 1721), se casó el 5 de diciembre de 1696 con el rey Federico IV de Dinamarca.
- Isabel (3 de septiembre de 1668 - 25 de agosto de 1738), se casó el 29 de marzo de 1692 con el duque Enrique de Sajonia-Merseburg-Spremberg.
- Augusta (27 de diciembre de 1674 - 19 de mayo de 1756).

La muerte del único hijo superviviente, el príncipe heredero Carlos, en 1688 a los 23 años de edad, causó una crisis sucesoria en Mecklemburgo-Güstrow. La hija de Gustavo Adolfo, María, se casó con su primo Adolfo Federico II de Mecklemburgo, quien después de la muerte de su suegro reclamó la herencia de Güstrow, pero no podía prevalecer contra el duque gobernante de Mecklemburgo-Schwerin. Una hija menor, Luisa en 1695 se casó con el príncipe danés Federico IV y en 1699 se convirtió en reina consorte de Dinamarca.
Gustavo Adolfo murió en Güstrow a los 62 años de edad. El conflicto hereditario posterior en la casa de Mecklemburgo fue resuelto en 1701 con el establecimiento de un nuevo ducado, el  ducado de Mecklemburgo-Strelitz.